# Bambini soldato nella Repubblica Democratica del Congo

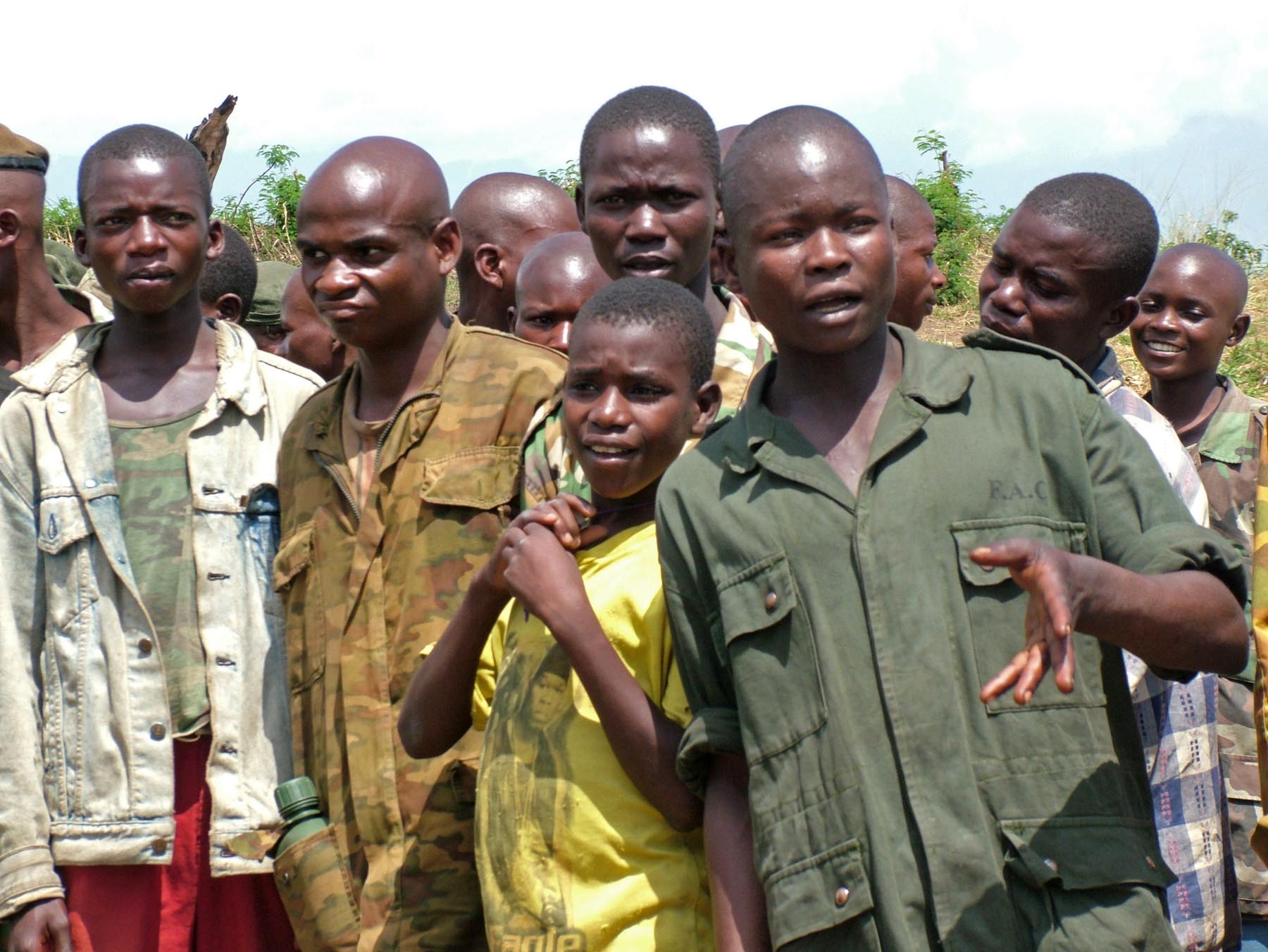
Un gruppo di ex bambini soldato congolesi

Il problema dei bambini soldato nella Repubblica Democratica del Congo è stato un fenomeno assai diffuso e molto evidente durante i primi e secondi conflitti civili che hanno avuto luogo nella Repubblica Democratica del Congo (RDC), quando tutte le parti coinvolte nel conflitto hanno attivamente reclutato o arruolato bambini soldato, conosciuti localmente come Kadogos, che in lingua swahili significa "piccoli". È stato stimato che la milizia guidata da Thomas Lubanga Dyilo fosse composta per il 30% da bambini. Si stima che nel 2011 30.000 bambini stessero ancora operando con gruppi armati. La missione di stabilizzazione dell'organizzazione delle Nazioni Unite nella Repubblica Democratica del Congo (MONUSCO) ha pubblicato nel 2013 un rapporto in cui si affermava che tra il 1º gennaio 2012 e il 31 agosto 2013 fino a 1.000 bambini erano stati reclutati da gruppi armati e descriveva il reclutamento di bambini soldato come "endemico".
L'ex presidente Laurent Kabila ha utilizzato bambini nel conflitto dal 1996 in poi ed è stato stimato che fino a 10.000 bambini, alcuni di solo sette anni di età, abbiano prestato servizio sotto il suo comando.
L'International Criminal Court (ICC), nei primi processi condotti per violazioni dei diritti umani nella Repubblica Democratica del Congo, ha portato alle prime accuse, ai primi processi e alle prime condanne nella giurisprudenza nazionale per l'uso di bambini in combattimento.

## Scenario
Nella letteratura accademica si stima che fino a 300.000 bambini facciano parte di forze armate irregolari e regolari in tutto il mondo e che questo numero sia in aumento. In Africa si stima che fino a 120.000 bambini, che rappresentano il 40% del totale mondiale, siano impiegati come combattenti o personale di supporto. L'Africa ha il più alto tasso di crescita nell'uso dei bambini nei conflitti e, in media, anche l'età degli arruolati sta diminuendo. Nel 2003 è stato stimato che fino a 30.000 bambini fossero usati come soldati nella RDC, rappresentando fino al 40% di alcune milizie.
Nel 1989 le Nazioni Unite hanno approvato la Convenzione sui diritti dell'infanzia. L'articolo 38 stabilisce che "gli Stati aderenti adottano tutte le misure possibili per garantire che le persone che non hanno raggiunto l'età di 15 anni non prendano parte direttamente alle ostilità". Il protocollo opzionale sul coinvolgimento dei bambini nei conflitti armati è entrato in vigore nel 2002 e prevede che le autorità statali "adottano tutte le misure possibili per garantire che le persone di età inferiore ai 18 anni non prendano parte direttamente alle ostilità e che non siano obbligatoriamente reclutate nelle loro forze armate". La RDC è firmataria di entrambi questi accordi. La posizione ufficiale assunta dall'UNICEF è che l'uso dei bambini nei conflitti armati è moralmente riprovevole e illegale.

## Interventi interni
Il 19 marzo 2006 il maggiore Jean-Pierre Biyoyo è stato condannato a cinque anni di prigione per reclutamento e addestramento di bambini soldato. È stata la prima volta in cui un tribunale della RDC ha processato e condannato un soldato per reclutamento di bambini.

## Interventi internazionali
Secondo David M. Rosen, sono state rivolte delle critiche agli Stati Uniti per il loro sostegno alle nazioni che reclutano bambini nelle loro forze armate. Per conformarsi al Child Soldiers Protection Act (CSPA), nel 2009 il Dipartimento di Stato ha elencato sei nazioni che sono state sanzionate dalla legge. Birmania, Ciad, RDC, Somalia, Sudan e Yemen. Il 25 ottobre 2009 il presidente Barack Obama ha derogato alle restrizioni per quattro delle sei nazioni. Come giustificazione ha affermato che le nazioni coinvolte erano importanti in quanto cooperavano con interessi essenziali per la politica estera degli Stati Uniti. Il motivo fornito per la deroga verso la RDC era "la necessità di continuare i servizi di riforma della difesa e di influenzare i modelli di comportamento negativo dell'esercito in una forza professionale non politica rispettosa dei diritti umani". Obama ha anche affermato che tutte e quattro queste nazioni stavano facendo progressi nell'eliminazione dell'uso dei bambini. Tuttavia, nella RDC il reclutamento di minori potrebbe di fatto aumentare.
Un rapporto del MONUSCO ha confermato che tutte le parti in conflitto stavano reclutando ragazze come bambini soldato e che queste bambine venivano frequentemente violentate o usate come schiave sessuali o mogli di comodo da gruppi come l'Unione dei patrioti congolesi (UPC) e le forze patriottiche per la liberazione del Congo (FPLC). In effetti, secondo un articolo pubblicato dall'International Peace Support Training Center di Nairobi, in Kenya, le ragazze costituiscono una porzione molto ampia di bambini soldato nella Repubblica Democratica del Congo; circa il 40%. Uno studio di Milfrid Tonheim, nel 2011, ha esaminato i casi di molte ex donne soldato nel Congo orientale ed ha scoperto che molte di queste ragazze tornano a casa con problematiche legate agli abusi sessuali loro inflitti.

## Atti della CPI
Thomas Lubanga Dyilo, che era a capo dell'UPC, un gruppo che operava nella provincia dell'Ituri, nel nord-est della RDC, è stato incriminato dall'ICC, nel 2006, per tre diversi crimini di guerra: reclutamento, coscrizione e uso di bambini sotto i 15 anni in combattimento. Secondo Michael Bochenek, direttore dell'International Law and Policy Program di Amnesty International, il "verdetto metterà in crisi tutti quelli che nel mondo commettono l'orrendo crimine di usare e abusare di bambini sia dentro che fuori dal campo di battaglia". Luis Moreno Ocampo ha affermato che quello di Lubanga è "solo l'inizio di casi legati agli anni della violenza della milizia tra gli Ituri che ha ucciso migliaia di persone e prodotto oltre 600.000 rifugiati".
Germain Katanga, ex leader del Fronte per la resistenza patriottica di Ituri (FRPI), e Mathieu Ngudjolo Chui sono stati incriminati per sette accuse di crimini di guerra e tre di crimini contro l'umanità nel 2008, incluso l'uso di bambini di età inferiore ai 15 anni utilizzati in combattimento. Katanga è stato condannato per aver preso parte al massacro di Bogoro il 24 febbraio 2003, ma è stato scagionato dalle accuse di offese sessuali e di uso di bambini soldato.